# بياتريس لانزا
بياتريس لانزا (مواليد 22 آذار\مارس 1982) هي لاعبة رياضية متخصصة بالسباق الثلاثي. ولدت في بييلا في إيطاليا. نافست لانزا في منافسات الترياثلون الثانية في الألعاب الأولمبية الصيفية 2004. وحلت في المركز الخامس عشر بزمن قدره 2:07:59.26.

## الإنجازات الشخصية
| بطولة العالم للترياتلون للتتابع          | بطولة العالم للترياتلون للتتابع | بطولة العالم للترياتلون للتتابع | بطولة العالم للترياتلون للتتابع |
| السنة                                    | المكان                          | الميدالية                       | المنافسة                        |
| ---------------------------------------- | ------------------------------- | ------------------------------- | ------------------------------- |
| بطولة العالم للترياتلون للتتابع عام 2003 | Tiszaújváros ( المجر)           | برونزية                         | تتابع                           |
| بطولة العالم للترياتلون للتتابع عام 2006 | كانكون ( المكسيك)               | ذهبية                           | تتابع                           |